# HD 179949
HD 179949, o Gumala, è una stella bianco-gialla di sequenza principale della Costellazione del Sagittario distante circa 90 anni luce dal sistema solare.

## Osservazione
Avendo una magnitudine apparente pari a +6,25, non è visibile ad occhio nudo, se non in condizioni atmosferiche ottimali:per osservarla è sufficiente un binocolo 7×50.
Grazie alla sua posizione non fortemente australe, può essere osservata dalla gran parte delle regioni della Terra, sebbene gli osservatori dell'emisfero sud siano più avvantaggiati. Nei pressi dell'Antartide appare circumpolare, mentre resta sempre invisibile solo in prossimità del circolo polare artico.
Il periodo migliore per la sua osservazione nel cielo serale ricade nei mesi compresi fra fine giugno e novembre; da entrambi gli emisferi il periodo di visibilità rimane indicativamente lo stesso, grazie alla posizione della stella non lontana dall'equatore celeste.

## Caratteristiche
Si tratta di una stella bianco gialla di sequenza principale (che quindi sta fondendo idrogeno nel suo nucleo trasformandolo in elio tramite la fusione nucleare) che possiede il doppio della luminosità solare e il 18% in più della sua massa; la temperatura superficiale è di 6260 K, mentre la velocità radiale negativa indica che la stella si sta avvicinando al Sistema Solare.

## Pianeta
L'unico pianeta conosciuto che gli orbita attorno è HD 179949 b, scoperto nel 2000 con il metodo della velocità radiale della stella madre. Il pianeta ha una massa paragonabile a quella di Giove, ma orbita ad appena 0,045 au di distanza dalla stella madre ed è quindi considerato un pianeta gioviano caldo.

### Prospetto sul sistema
| Pianeta | Tipo            | Massa   | Periodo orb.  | Sem. maggiore | Eccentricità |
| ------- | --------------- | ------- | ------------- | ------------- | ------------ |
| b       | Gigante gassoso | 0,95 MJ | 3,0925 giorni | 0,045 au      | 0,022        |